# Zgrupowania Commando
Zgrupowania Commando – polskie zgrupowania bojowe do zadań specjalnych, które podczas II wojny światowej w składzie 2 Korpusu Polskiego brały udział w walkach na froncie włoskim.

## Pierwsze Zgrupowanie
Pierwsze Zgrupowanie Commando zostało utworzone 16 maja 1944 w trakcie walk o Monte Cassino. Tworzyły go 1 Samodzielna Kompania Commando oraz szwadron szturmowy 15 Pułku Ułanów Poznańskich. Jego dowódcą został major Władysław Smrokowski z 1 Samodzielnej Kompanii Commando (w jego zastępstwie kompanią dowodził kapitan Stefan Zalewski). Podporządkowano je 5 Kresowej Dywizji Piechoty. W dniach 16–19 maja Zgrupowanie wzięło udział wraz z 6 Lwowską Brygadą Piechoty w zaciętych walkach z Niemcami o wzgórze San Angelo. Wspominał Jerzy Cieniewicz: 

Kanonada i strzelanina nie ustają. Niemieckie moździerze usiłują «wymacać» naszą kompanię. Przechodzimy zasieki z drutu kolczastego, zbiegamy niżej, kierując się na las. Gwizd, huk, dym, syk rozpryskujących się odłamków i kamieni. Jest nas siedmiu – niemal obok siebie. Pociski padają niżej, wyżej, tuż obok nas, w górę wyskakują słupy ziemi, na stoku pojawiają się leje, niczym ropiejące rany. «Stary» klnie. Jakiekolwiek ukrywanie się przy pozostawaniu w tym rejonie byłoby absurdem. Pociski walą bez przerwy w tym samym pasie. [...] Byliśmy wystawieni na żer baterii stron obu. [...] Niemiecka artyleria wydłuża celownik. W powietrzu grudy ziemi i kamienie. Stąd nie ustąpimy... Inaczej jest niż przed czterema miesiącami, akurat dziś upływającymi; 17 stycznia i 17 maja... Garigliano i pasma wzgórz w rejonie Cassino... Stan kompanii był liczniejszy – obecnie przy swoim boku mamy szwadron szturmowy... i obecnie ta w nas różnica, że «odwalamy robotę piechoty».

 Zgrupowanie zdobyło wzgórze odnosząc w czasie tych walk znaczne straty wynoszące 8 zabitych oraz 52 rannych. Maciej Zajączkowski pisał: 

Wiele schronów i namiotów świeciło tego dnia [19 maja] pustkami. W innych, tam gdzie poprzednio gniotło się kilku, częstokroć znajdował się tylko jeden. W obozowisku, w którym tak niedawno rozbrzmiewały wesołe głosy, teraz zalegała cisza. Zmordowani nieludzko, owinięci w koce komandosi, nie słyszeli nawet, jak zaczęły padać krople deszczu, który wreszcie spadł na spieczoną i zroszoną potem i krwią ziemię.

 Po bitwie o Monte Cassino Zgrupowanie zostało rozwiązane.

## Drugie Zgrupowanie
Drugie Zgrupowanie Commando zostało utworzone 3 czerwca 1944. Tym razem w jego skład, obok 1 Samodzielnej Kompanii Commando, weszła złożona w dużej części z włoskich i jugosłowiańskich ochotników 111 Kompania Ochrony Mostów (nieoficjalnie nazywana 2 Kompanią Commando). Dowodzenie zostało ponownie powierzone majorowi Smrokowskiemu. Z początkiem lipca komandosi wzięli udział w kampanii adriatyckiej. 8 lipca Zgrupowanie zostało przydzielone do 3 Dywizji Strzelców Karpackich. 9 lipca komandosi opanowali Monte Freddo, a w nocy z 11 na 12 lipca dokonali udanego wypadu w rejon wzgórza La Montagnola. W nocy z 15 na 16 lipca Zgrupowanie zostało przesunięte na lewe skrzydło odcinka 2 Korpusu i oddane pod rozkazy dowódcy 2 Brygady Pancernej. Na zarządzonej odprawie komandosi otrzymali zadanie sforsowania rzeki Musone na wprost wzgórza Monte Polesco i opanowania miejscowości Case Nuove. 17 lipca Zgrupowanie wzięło udział w natarciu 2 Brygady Pancernej jako oddział wsparcia 1 Pułku Ułanów Krechowieckich. Komandosi sforsowali rzekę i po ciężkich walkach zdobyli Case Nuove. Generał Władysław Anders podsumowując akcję, zwrócił się do komandosów: 

Widziałem Was wczoraj w gronie żołnierzy Pułku Ułanów Krechowieckich i widziałem, jaką sympatią i uznaniem cieszyliście się. Bo dobry żołnierz zawsze pozna dobrego żołnierza i nawiąże z nim nić przyjaźni.

 W pościgu za nieprzyjacielem 19 lipca Zgrupowanie opanowało miasteczko Castelferretti i rozpoznało przeprawy na rzece Esino. Reszta Zgrupowania, razem z Pułkiem Ułanów Karpackich, wzięła udział w bitwie o Ankonę. 
21 lipca Zgrupowanie zostało wycofane do odwodu 2 Korpusu i 3 sierpnia rozwiązane.